# Matthew Macfadyen
David Matthew Macfadyen (Great Yarmouth, 1974. október 17. –) Golden Globe- és kétszeres Emmy-díjas angol színész.

## Fiatalkora és családja
1974. október 17-én született az angliai Great Yarmouth-ban. Apja Martin MacFadyen, egy olajipari cégnél dolgozott. Anyja Menir MacFadyen színésznő és történelem-dráma szakos tanárnő. Egy testvére van, James (öccse). 1990-92-ig a rutlandi Oakham School, 1992-95-ig a Royal Academy of Dramatic Art (RADA) tanulója volt.

## Pályafutása
Miután 1995-ben befejezte tanulmányait, hamar ismert színész lett belőle, amit elsősorban a Cheek by Jowl színház társulatnak köszönhet, ahol Antonio szerepét játszotta az Amalfi hercegnőben (1995), Charles Surface szerepét a A rágalom iskolájában (1995), és Benedick szerepét a Sok hűhó semmiért (1998) című darabban. 1998-ban jelölték az RSC Ian Charleson díjra, legjobb klasszikus színész kategóriában.
Az igazi TV-s áttörést számára Emily Brontë Üvöltő szelek című regényének 1998-ban megfilmesített változatában, Hareton Earnshaw szerepe hozta. Ezt további szerepek, főszerepek követték, például 1999-ben a Warriors című sorozatban, 2001-ben a The Way We Live Now című mini sorozatban. Szintén 2001-ben sok kritikai elismerést kapott a Perfect Strangers sorozatban játszott főszerepéért. 2002-ben főszerepet játszott a The Project című TV filmben, ugyanebben az évben szerepet kapott a BAFTA díjat nyert Spooks (MI-5) című sorozatban. Utoljára 2004-ben, a 3. évad 2. részében bukkant fel. Az igazi hírnevet, és ismertséget Fitzwilliam Darcy szerepe hozta számára Büszkeség és balítéletben (2005). Ezután ismét elvállalt néhány színházi szerepet. 2007-ben megnyerte Royal Television Society legjobb színésznek járó díját, és BAFTA díjra is jelölték.

## Magánélete
Felesége Keeley Hawes, akivel a Spooks című sorozat forgatásán találkozott. 2004. október 8-án házasodtak össze. Első gyermekük, Maggie Liberty, aki 2004 decemberében született. Fiuk Ralph, 2006 szeptemberében. Mostohafia Myles, aki felesége előző házasságából született 2000-ben. Londonban élnek.

## Filmográfia

### Film
| Év   | Magyar cím                                        | Eredeti cím                                          | Szerep                          | Magyar hang          |
| ---- | ------------------------------------------------- | ---------------------------------------------------- | ------------------------------- | -------------------- |
| 2000 | Papás-mamás                                       | Maybe Baby                                           | Nigel                           | Barabás Kiss Zoltán  |
| 2001 | Enigma                                            | Enigma                                               | Cave hadnagy                    | Anger Zsolt          |
| 2003 | Ördögi Színjáték – A Pap, a Várúr és a Boszorkány | The Reckoning                                        | Királybíró                      | Gáspár András        |
| 2004 | Apám sufnija                                      | In My Father's Den                                   | Paul Prior                      | Czvetkó Sándor       |
| 2005 | Büszkeség és balítélet                            | Pride & Prejudice                                    | Fitzwilliam Darcy               | Szabó Sipos Barnabás |
| 2006 |                                                   | Middletown                                           | Gabriel Hunter                  |                      |
| 2007 | Grindhouse – Halálbiztos                          | Grindhouse                                           | kinyomott szemű áldozat         |                      |
| 2007 | Halálos temetés                                   | Death at a Funeral                                   | Daniel Howells                  | Kaszás Gergő         |
| 2008 | Gyújtóbomba                                       | Incendiary                                           | Terence Butcher                 | Dolmány Attila       |
| 2008 | Frost/Nixon                                       | Frost/Nixon                                          | John Birt                       | Seder Gábor          |
| 2010 | Robin Hood                                        | Robin Hood                                           | Nottingham szolgabírája         | Anger Zsolt          |
| 2011 | A három testőr                                    | The Three Musketeers                                 | Athos                           | Széles Tamás         |
| 2012 | Anna Karenina                                     | Anna Karenina                                        | Oblonszkij                      | Széles Tamás         |
| 2014 |                                                   | Lost in Karastan                                     | Emil Forester                   |                      |
| 2015 |                                                   | The von Trapp Family: A Life of Music                | Georg von Trapp                 |                      |
| 2016 |                                                   | Revolution: New Art for a New World (dokumentumfilm) | Vlagyimir Iljics Lenin (hangja) |                      |
| 2017 |                                                   | The Current War                                      | J. P. Morgan                    |                      |
| 2018 | A diótörő és a négy birodalom                     | The Nutcracker and the Four Realms                   | Benjamin Stahlbaum              | Pál András           |
| 2019 | Az asszisztens                                    | The Assistant                                        | Wilcock                         |                      |
| 2021 |                                                   | Operation Mincemeat                                  | Charles Cholmondeley            |                      |
| 2024 | Deadpool & Rozsomák                               | Deadpool & Wolverine                                 | Paradox                         | Zöld Csaba           |
| 2025 | Holland                                           | Holland                                              | Fred Vandergroot                | Dolmány Attila       |

### Televízió
| Év        | Magyar cím                                | Eredeti cím                                         | Szerep                       | Megjegyzések                                               |
| --------- | ----------------------------------------- | --------------------------------------------------- | ---------------------------- | ---------------------------------------------------------- |
| 1998      | Üvöltő szelek                             | Wuthering Heights                                   | Hareton Earnshaw             | - tévéfilm - magyar hangja: - Fekete Ernő                  |
| 1999      | Békefenntartók                            | Warriors                                            | Alan James                   | televíziós sorozat                                         |
| 2000      | Az igazi Sherlock Holmes rejtélyes esetei | Murder Rooms: Mysteries of the Real Sherlock Holmes | Brian Waller                 | minisorozat (1 epizód)                                     |
| 2001      | Titokzatos idegenek                       | Perfect Strangers                                   | Daniel Symon                 | - minisorozat (3 epizód) - magyar hangja: - Dolmány Attila |
| 2001      | Így élünk most                            | The Way We Live Now                                 | Sir Felix Carbury            | minisorozat (4 epizód)                                     |
| 2002–2011 | Kémvadászok                               | Spooks                                              | Tom Quinn                    | 19 epizód                                                  |
| 2007      |                                           | Mr. Bean's Wedding                                  | vőlegény                     | rövidfilm                                                  |
| 2007      |                                           | Secret Life                                         | Charlie                      | tévéfilm                                                   |
| 2008      | Porrá leszünk                             | Ashes to Ashes                                      | Gil Hollis                   | 1 epizód                                                   |
| 2008      | Kis Dorrit                                | Little Dorrit                                       | Arthur Clennam               | 14 epizód                                                  |
| 2008      | Agatha Christie: Marple                   | Agatha Christie's Marple                            | Neele felügyelő              | - 1 epizód (Egy marék rozs) - magyar hangja: - Anger Zsolt |
| 2009      |                                           | Enid                                                | Hugh Pollock                 | tévéfilm                                                   |
| 2009      |                                           | Criminal Justice                                    | Joe Miller                   | 3 epizód                                                   |
| 2010      | A katedrális                              | The Pillars of the Earth                            | Prior Philip                 | 8 epizód                                                   |
| 2010      |                                           | Any Human Heart                                     | Logan Mountstuart            | minisorozat (4 epizód)                                     |
| 2012–2016 |                                           | Ripper Street                                       | Edmund Reid nyomozófelügyelő | 36 epizód                                                  |
| 2013      |                                           | Ambassadors                                         | Sötétség hercege             | 3 epizód                                                   |
| 2015      | Enfield szelleme                          | The Enfield Haunting                                | Guy Playfair                 | - minisorozat (3 epizód) - magyar hangja: - Széles Tamás   |
| 2015      | Az utolsó királyság                       | The Last Kingdom                                    | Lord Uhtred                  | 1 epizód                                                   |
| 2016      |                                           | Churchill's Secret                                  | Randolph Churchill           | tévéfilm                                                   |
| 2017      | Howards End                               | Howards End                                         | Henry Wilcox                 | minisorozat (4 epizód)                                     |
| 2018–2023 | Utódlás                                   | Succession                                          | Tom Wambsgans                | főszereplő                                                 |
| 2020      | Kvíz                                      | Quiz                                                | Charles Ingram               | minisorozat (3 epizód)                                     |